# Monarchy of Roses
Monarchy of Roses – drugi singiel z dziesiątego albumu studyjnego zespołu Red Hot Chili Peppers' I’m with You. Singiel został opublikowany 7 października 2011 w Wielkiej Brytanii i 25 października w Stanach Zjednoczonych.
17 września 2011 podczas wywiadu dla BBC Radio 2 z Anthonym Kiedisem i Chadem Smithem, prowadzący program, Justin Lee Collins poinformował, że „Monarchy of Roses” będzie wydane jako drugi singiel na albumie i zostanie opublikowany 14 listopada 2011. Singiel został jednak wydany 7 października, teledysk natomiast wydano 14 listopada.
Pomimo faktu że zespół przez lata nie zgadzał się na używanie swojej muzyki w reklamach, utwór „Monarchy of Roses” pojawił się w reklamie samochodu Nissan Elgrand.

## Teledysk
4 października 2011, zespół rozpoczął produkcję teledysku do utworu. Perkusista Chad Smith opublikował fotografię swojej perkusji stojącej przed blue boxem, co miało potwierdzić kręcenie teledysku.
14 listopada 2011, teledysk został udostępniony na stronie zespołu. Klip został nakręcony przez Marca Klasfelda, który również nakręcił teledysk do utworu „The Adventures of Rain Dance Maggie”. Klip był inspirowany twórczością Raymonda Pettibona.

## Wydania i spis utworów
Japanese single
1. „Monarchy of Roses” (Album Version) – 4:14

UK Promo single
1. „Monarchy of Roses” (Album Version) – 4:14
2. „Monarchy of Roses” (Radio Edit) – 3:43
3. „Monarchy of Roses” (Instrumental) – 4:12

European Advance Promo single
1. „Monarchy of Roses” (Album Version) – 4:14
2. „Monarchy of Roses” (Radio Edit) – 3:43

## Skład
Michael Balzary – gitara basowa
Anthony Kiedis – wokal
Josh Klinghoffer – gitara elektryczna, chórki
Chad Smith – perkusja
Mauro Refosco – instrumenty perkusyjne